# Luční bouda

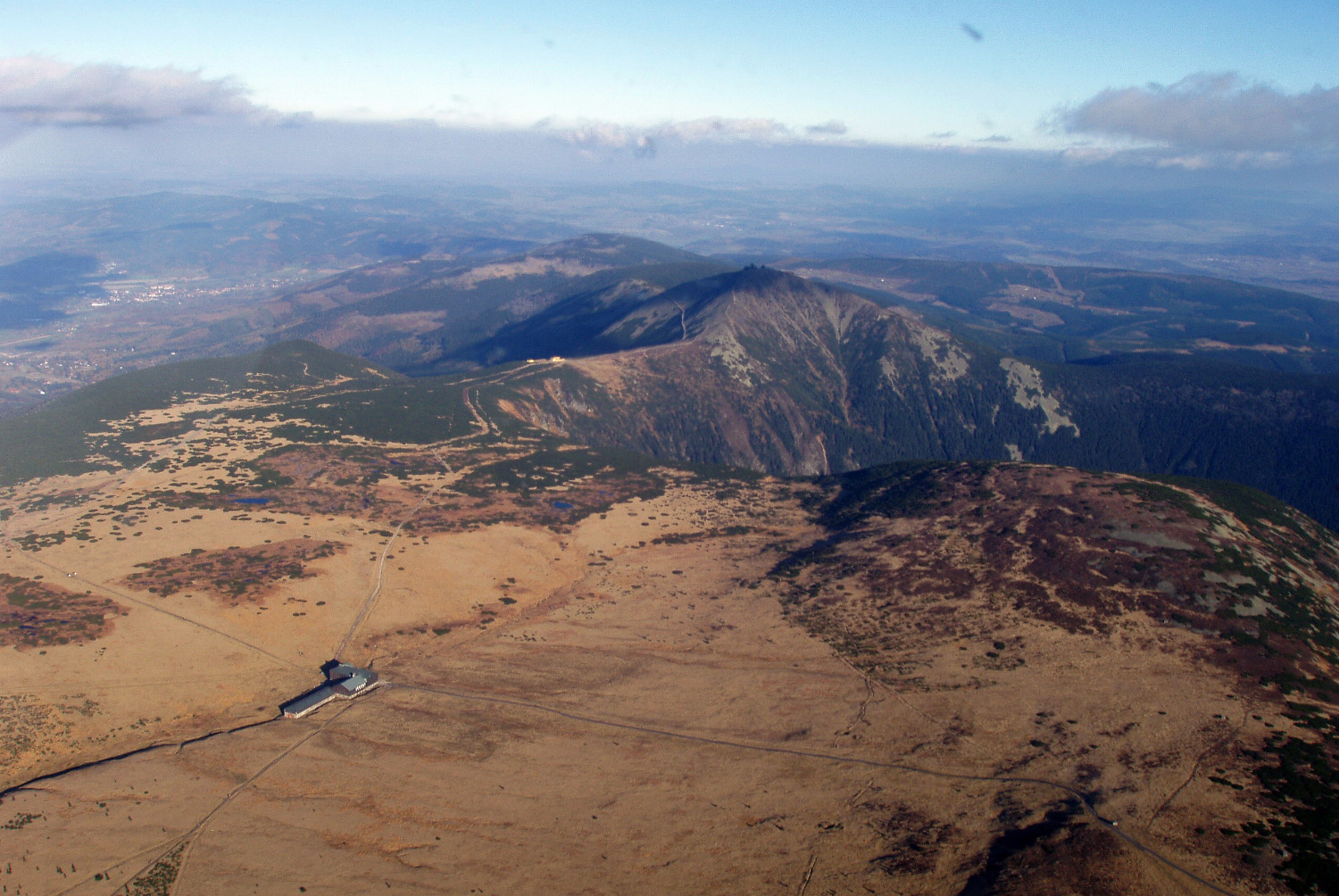
Położenie Lučnéj boudy

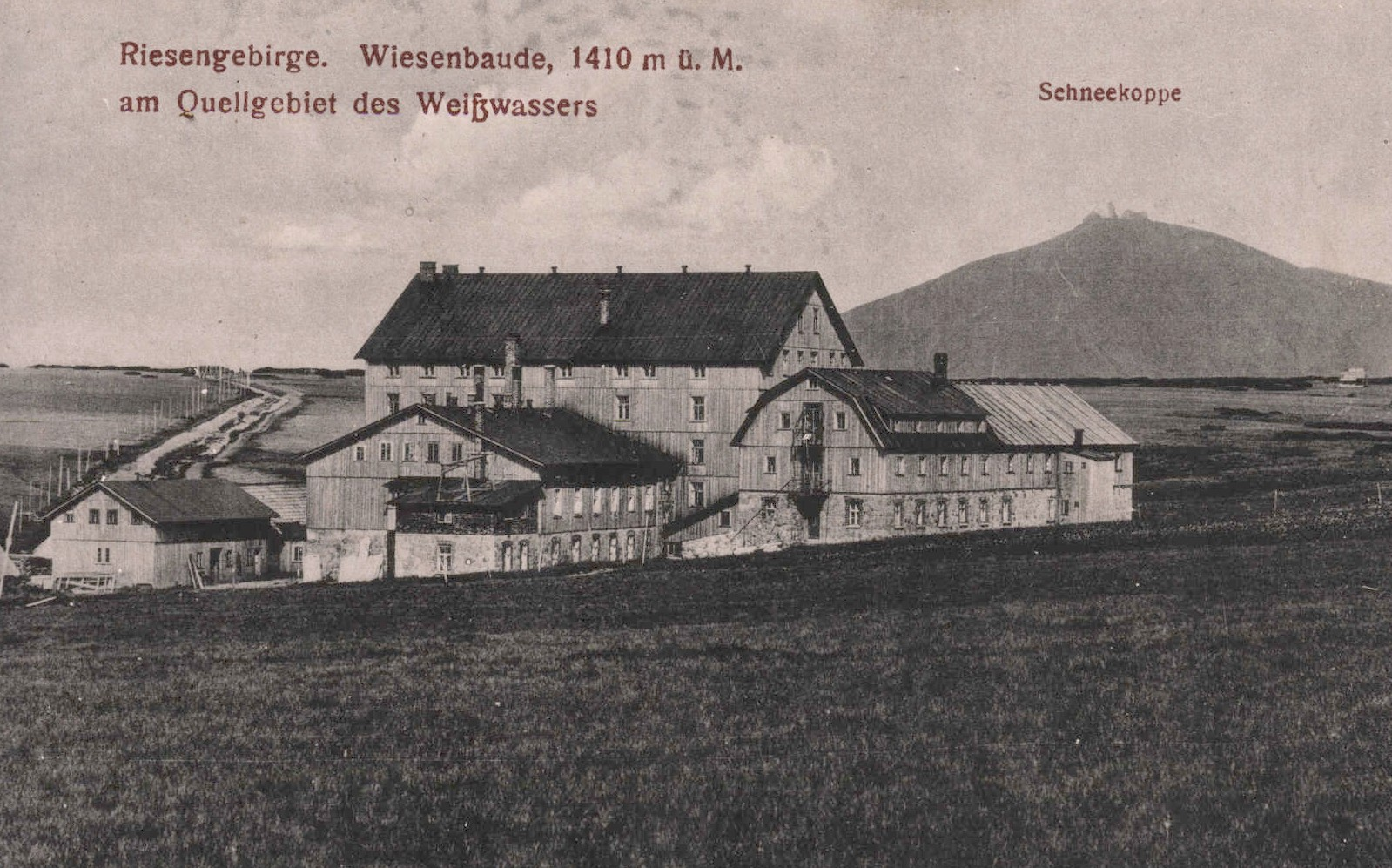
Schronisko "Wiesenbaude" około roku 1920

"Niemy znak" prowadzący do schroniska na czeskich szlakach

Luční  bouda (niem. Wiesenbaude, w wolnym tłumaczeniu Łąkowe Schronisko, dawniej też Stará česká bouda, Bílá bouda lub Stará Rennerova bouda) – dawne górskie schronisko turystyczne, obecnie hotel w Czechach, w Sudetach Zachodnich, w Karkonoszach.
Obecnie reklamuje się jako luksusowy hotel i najwyżej położony w Europie Środkowej browar (Paroháč, 1410 m n.p.m.). Piwo warzy się tutaj od 2012 roku, wykorzystując w tym celu wodę z Białej Łaby. Z uwagi na wysokość n.p.m., przy produkcji miejscowego piwa Paroháč konieczne było zmodyfikowanie typowego dla browarów procesu produkcyjnego – z uwagi na niższe ciśnienie atmosferyczne woda wrze tutaj już przy temperaturze 94 stopni Celsjusza.
Na południe od schroniska, na przełęczy znajdującej się między szczytami Studniční hora oraz Luční hora, znajduje się przebudowana w 1927 kapliczka, pełniąca obecnie funkcję mauzoleum ofiar Karkonoszy (Památník obětem hor). Kaplica postawiona została w 1798 roku dla upamiętnienia Václava Rennera z Lučnej boudy, który tragicznie zginął w tym miejscu. W jej wnętrzu znajdują się tablice z imionami, nazwiskami, datami śmierci oraz nazwami miejsc, w których wydarzyły się tragedie. W 2016 Krkonošský národní park przeprowadził remont kaplicy i zainstalował w niej nowe tablice ze zweryfikowanymi informacjami o upamiętnionych na nich osobach. Kaplica jest zarazem najwyższym punktem w Masywie Czeskim, a także w Czechach, do którego da się zgodnie z prawem dojechać na rowerze, nie licząc odbywanego raz w roku wyścigu na Śnieżkę. 

## Położenie
Górskie schronisko położone na obszarze czeskiego Karkonoskiego Parku Narodowego (cz. Krkonošský národní park KRNAP), na wysokości (1410 m n.p.m.) na Białej Łące (cz. Bílá louka) w Czechach, na południowy zachód od Przełęczy pod Śnieżką, w pobliżu granicy państwowej z Polską, gdzie Śląski Grzbiet łączy się z Czeskim Grzbietem.                                       
Schronisko stanowi zespół kilku dużych obiektów murowanych. Jest to największe i jedno z najstarszych schronisk w Karkonoszach. W budynku swoją placówkę ma także Horská služba.
Na zachód od schroniska, 80 m na północ od czerwonego szlaku do Szpindlerowego Młyna, znajduje się niewielki pomnik w kształcie granitowej płyty poświęcony tragicznie zmarłemu Franzowi Friesowi, który zamarzł w tym miejscu 2 marca 1903.

## Historia
Pierwszym obiektem, jaki powstał w miejscu obecnego schroniska przy starym "solnym szlaku" łączącym stronę czeską z Jelenią Górą, była buda pasterska postawiona na początku XVII wieku, a prawdopodobnie już w drugiej połowie XVI wieku. W okresie zakładania gospodarstw pasterskich, a szczególnie wojny trzydziestoletniej, uciekająca wysoko w góry przed wojskami, rabunkami i chorobami miejscowa ludność oraz uchodźcy protestanccy założyli tu małą osadę składającą się z kilku chat (w czasie remontu w 1869 odnaleziono kamień węgielny z datą 1623). W późniejszym okresie stare budy pasterskie przyjęły funkcje prymitywnego schroniska dla turystów. Pierwsza pisemna wzmianka o funkcjonowaniu schroniska pochodzi z 1707 roku. Pod koniec XVIII w., kiedy większość karkonoskich bud była drewniana, lub co najwyżej posiadała kamienną podmurówkę, Luční bouda była już w całości kamienna. Na mapie Czech z 1720 roku można ją znaleźć pod nazwą Weisewiesenbaude, czyli Buda na Białej Łące. Jej właścicielami była w tym czasie hrabiowska rodzina Morzinów. W drugiej połowie XIX wieku schronisko cieszyło się znaczną popularnością, szczególnie wśród zmierzających na Śnieżkę. Na dachu Luční boudy zamontowano wówczas dzwon, który budził mieszkańców, aby zdążyli wejść na szczyt przed wschodem słońca. Gościli tu między innymi Karel Hynek Mácha, Vítězslav Hálek, malarz Quido Mánes, Franciszek Józef I czy feldmarszałek Gideon Ernst von Laudon. Pierwsze budynki obecnego schroniska powstały pod koniec XIX wieku. 2 października 1938 r. schronisko spaliły wycofujące się wojska czechosłowackie. Do 1940 obiekt odbudowano – turyści mieli tutaj bardzo komfortowe warunki, korzystał też z niego Wehrmacht. Stacjonował w nim oddział komandosów niemieckich, który na Śnieżce i jej zboczach odbywał ćwiczenia przed atakiem na Norwegię. Niemcy szkolili żołnierzy, ponieważ klimat tu panujący i średnia roczna temperatura stwarzają warunki podobne do strefy koła podbiegunowego. W latach 1943–1944 na południowym stoku Śnieżki ustawiono działa artylerii przeciwlotniczej i urządzenia do łączności, gdyż od tej strony spodziewano się nalotów alianckich. Przebieg wojny zmusił Niemców do zaniechania realizacji projektu rozbudowy obiektu; miał tu powstać kompleks na planie swastyki, mogący pomieścić 2000 osób.
W 2004 roku zdekapitalizowany obiekt schroniska kupiła prywatna firma, która przekształciła go w hotel.

## Dawne przejścia graniczne
W pobliżu schroniska położone były turystyczne przejścia graniczne:
- Luční bouda – Równia pod Śnieżką
- Luční bouda – PTTK „Dom Śląski”

## Turystyka
Schronisko położone jest przy węźle szlaków turystycznych:
- niebieski – prowadzący z Przełęczy pod Śnieżką do Doliny Białej Łaby (cz. Důl Bílého Labe) i dalej.
- czerwony – prowadzący z Vrchlabí do Szpindlerowego Młynu (cz. Špindlerův Mlýn).
- żółty – prowadzący z dawnego turystycznego przejścia granicznego z Polską do schroniska.